# Disphragis sobolis
Disphragis sobolis is een vlinder uit de familie tandvlinders (Notodontidae).
De wetenschappelijke naam van de soort is voor het eerst geldig gepubliceerd in 2011 door James S. Miller.

## Type
- holotype: "male. 19.I.2009. leg. J.S. Miller, D. Wagner & E. Tapia"
- instituut: USNM, Smithsonian Institution, Washington, U.S.A.
- typelocatie: "Ecuador, Napo, 5 km. W Cosanga on Cosanga-Río Alíso Road, 2163 m., 00°35.9'S, 77°53.4'W"